# Teofrast z Eresos

Historia plantarum, 1549

Teofrast z Eresos (gr. Θεόφραστος, Theophrastos), (ok. 370–287 p.n.e.) – grecki uczony i filozof. Uczeń i przyjaciel  Arystotelesa, w latach 322-287 p.n.e., jako jego następca, był scholarchą Lýkeionu w szkole perypatetyków. Był nauczycielem Demetriusza z Faleronu. 
W swoich badaniach Teofrast skupiał się na filozofii przyrody, a w związku z tym rozbudował metodę obserwacji i stosował ją w badaniach biologicznych, medycznych, meteorologicznych, jak również w rozważaniach charakterologicznych (w Charakterach przedstawił 30 portretów literackich przedstawiających typowe wady ludzkie) i etycznych. Pozostawił też prace z dziedziny m.in. filozofii, fizyki, mineralogii, historii, prawa i psychologii. 
Dzięki głębokim studiom nad systematyką, morfologią, geografią i fizjologią roślin wniósł epokowy wkład do biologii – sformułował różnice między światem zwierzęcym i roślinnym, wprowadził podział świata roślinnego (utrzymany do XVI w.) na 4 grupy, opisał około 500 gatunków roślin, podał sposoby ich rozmnażania i ich użytkowanie w różnych dziedzinach życia, opisał pobudliwość roślin oraz wyodrębnił z budowy roślin: korzeń, łodygę i liście. Jest autorem najwybitniejszych starożytnych dzieł w dziedzinie botaniki, znanych w przekładach łacińskich: Historia plantarum (9 ksiąg) i De causis plantarum (6 ksiąg). Za swoje osiągnięcia zyskał miano ojca botaniki, a wraz z Arystotelesem (zajmującym się głównie zoologią) uznawany jest za ojca biologii. Uważany jest też za prekursora ekologii i geografii roślin. 
Badania Teofrasta w dziedzinie historii filozofii stały się podstawą późniejszej doksografii. Był pierwszym greckim autorem, który pisał o żydowskim kulcie, określając ich urodzonymi filozofami.
Rękopisy jego dzieł zaginęły na Zachodzie wraz z końcem starożytności. Zostały przechowane w Bizancjum, skąd powróciły na Zachód w XV w.
Z zachowanych pism Teofrasta w języku polskim wydano:
- Badania nad roślinami, księgi 1–9, tłym. J. Schnayder, Kraków 1961.
- Pisma filozoficzne i wybrane pisma przyrodnicze. Charaktery, tłum. I. Dąmbska, J. Schnayder, Warszawa: Państwowe Wydawnictwo Naukowe 1963.
- Charaktery, tłumaczenie i opracowanie M. Brożek, Warszawa: Państwowe Zakłady Wydawnictw Szkolnych, 1950.
- Przyczyny powstawania i rozwoju roślin - Fizjologia roślin, księgi 1-6, tłum. H. Wójtowicz, Lublin : TN KUL 2002 r., ISBN 83-7306-110-X.

Jean de La Bruyère: Charaktery, czyli przymioty z Teofrasta z Obyczaiami tego wieku - Tom I, Tom II